# Estádio Municipal Pedro Marin Berbel
O Estádio Municipal Pedro Marin Berbel mais conhecido como Pedrão, é um estádio de futebol brasileiro localizado em Birigüi no estado de São Paulo.
Com capacidade para 8.240 mil pessoas, foi inaugurado em 3 de junho de 1983, com o jogo Bandeirante versus Botafogo-SP, vencido pelos visitantes por 2 a 1 e o primeiro gol marcado por Jarbas do Botafogo.
A história do estádio teve início com a aprovação da Lei 2.042/1981, que autorizou a construção em terreno doado pela prefeitura. O nome original, Estádio Municipal de Birigui, foi mudado em 1981 em homenagem ao prefeito Pedro Marin Berbel, que se empenhou em sua construção.
O estádio sedia os jogos do Bandeirante Esporte Clube na Segunda Divisão do Campeonato Paulista de Futebol.